# 超高層建築物用語の一覧
超高層建築物用語の一覧（ちょうこうそうけんちくぶつようごのいちらん）は、超高層建築物に関する基礎用語をまとめた一覧である。

## 一覧

### 建築工法
- カーテンウォール
- 鉄筋コンクリート構造
- 鉄骨構造
- SRC構造
- トラス構造
- デッキプレート

### 安全構造
- 耐震構造
- 耐火構造
- 耐壊構造
- 耐風構造
- 杭基礎

### 基礎
- 基礎（下部構造）
- べた基礎

### 設備
- 電気設備
  - 受電設備
  - 電気工作物
    - 照明設備
      - LED照明
      - メタルハライドランプ
      - 蛍光灯

    - 配線用差込接続器
    - 航空障害灯
- 熱源設備
  - 冷凍機（ヒートポンプ）
  - ボイラー
  - コジェネレーション
  - 冷却塔
- 衛生設備
  - 給水設備
  - 排水設備
  - 雑用水設備
  - 中水設備
  - トイレ - 洗面設備
- 廃棄物設備
  - 廃棄物粉砕装置
  - 生ごみ保管冷蔵庫
- 空調設備
  - エアハンドリングユニット
  - ファンコイルユニット
  - パッケージ・エア・コンディショナー
  - エアフィルタ
- 昇降設備
  - エレベーター
  - エスカレータ
  - ダムウェータ
  - ゴンドラ
  - 駐車設備
- 防災設備
  - 消防用設備
    - スプリンクラー設備
    - 屋内消火栓
    - 連結送水管
    - 消火器
    - 不活性ガス消火設備
    - 火災報知機
    - 避難設備
      - 救助袋
      - 滑り棒
      - 滑り台
      - 避難はしご
      - 避難ロープ
      - 避難橋
      - 緩降機

  - 自家用発電設備
- 通信設備
  - LAN
  - 防災放送設備
  - 内線交換機
  - アンテナ
- 監視設備
  - ビルコン
  - ビルオートメーションシステム

### 建築環境・建築衛生
- インテリジェントビル
- シックハウス（シックビル）
- 清掃
- 総合的病害虫管理
- 防除（ペストコントロール）
- ネズミ
- 衛生害虫
- 騒音
- 照度
- 二酸化炭素
- ホルムアルデヒド
- 粉塵
- 禁煙
- 分煙

### 管理運営・資格
- 建築物環境衛生管理技術者
- ビルマネジメント
- ファシリティマネジメント
- ファシリティマネジャー
- アセットマネジメント(AM)
- プロパティマネジメント(PM)
- 警備員
- 常駐警備
- 防災センター要員
- 防災訓練
- 自衛消防組織
- 自衛消防技術認定者（東京都のみ）
- 建築物清掃業
- ビルクリーニング技能士
- ビルメンテナンス
- 設備管理
- マニフェスト制度
- REIT
- 特定建築物

### その他
- 中央管理室
- 防災センター
- 容積率